# Gülsüm Tatar
Gülsüm Şeyma Tatar (* 6. Februar 1985 in Kars, Türkei) ist eine türkische Profiboxerin im Halbweltergewicht. Als Amateur war sie zweimal Weltmeisterin und dreimal Europameisterin.

## Amateurkarriere
Tatar wurde 2003 Mitglied des Sportvereins Fenerbahçe Istanbul, dem sie bis zum Jahre 2010 angehörte. Danach wechselte sie zu Birlikspor Kulübü Kayseri. 
Sie boxte anfangs in der Gewichtsklasse -60 kg und gewann bereits 2004 die Goldmedaille bei den Europameisterschaften in Italien, nachdem sie die Deutsche Carmen Falke, die Polin Anna Kasprzak und im Finale die Finnin Eva Wahlström besiegt hatte. Es handelte sich um die einzige türkische Goldmedaille dieser EM und um die insgesamt bisher fünfte bei Frauen-Europameisterschaften.
2005 konnte sie bei den Europameisterschaften in Norwegen durch einen Sieg gegen die Ungarin Beáta Szabó ins Halbfinale einziehen, wo sie mit einer Bronzemedaille gegen die Irin Katie Taylor mit 12:12+ ausschied. Zudem nahm sie noch bei den Weltmeisterschaften 2005 in Russland teil, wo sie durch Siege gegen Hanan Abdelmonem aus Ägypten, Ashley Barnett aus den USA und Mitchelle Martinez von den Philippinen ins Finale einzog und dort gegen die Russin Tatjana Tschalaja unterlag.
2006 gewann sie die erste EU-Meisterschaft in Italien, wobei sie diesmal auch Katie Taylor schlagen konnte. Weitere Siege hatte sie gegen die Schweizerin Sandra Brügger und erneut gegen Anna Kasprzak erzielt. Bei den 2006 in Polen ausgetragenen Europameisterschaften erreichte sie gegen die Tschechin Danuse Dylhofova und die Ukrainerin Jana Sawjalowa das Halbfinale, wo sie wieder gegen Katie Taylor mit einer Bronzemedaille ausschied.
2007 konnte Tatar erneut die EU-Meisterschaft in Frankreich gewinnen und besiegte dabei die Polin Kinga Siwa und die Belgierin Evelyn Coolens. Bei der Europameisterschaft 2007 in Dänemark schied sie dann aber gegen Jana Sawjalowa im Achtelfinale aus. Anschließend wechselte sie in die Gewichtsklasse -63 bzw. -64 kg.
2008 gewann sie die EU-Meisterschaft in England mit Siegen gegen die Deutsche Janina Bonordon, Kinga Siwa sowie die Engländerin Natasha Jonas und ging auch bei der Weltmeisterschaft 2008 in China an den Start. Dort besiegte sie Saida Tschasenowa aus Kasachstan, Ri Hyon-hwa aus Nordkorea, Ma Jianxia aus China sowie im Finale Ljubow Lopatina aus Russland, womit sie die erst dritte türkische Boxweltmeisterin nach Hülya Şahin (2001) und Hasibe Erkoç (2006) wurde. Zudem gewann ihre Teamkollegin Şemsi Yaralı ebenfalls Gold in der Klasse -86 kg.
2009 gewann sie ebenfalls Gold bei der Europameisterschaft in der Ukraine nach Siegen gegen Gry Espersen aus Dänemark, Natasha Jonas, die Russin Vera Slugina und die Französin Farida El Hadrati. Sie wurde damit die erst dritte türkische Doppeleuropameisterin nach Hülya Şahin (2001/2003) und Sümeyra Kaya (2006/2007).
2010 gewann sie die EU-Meisterschaft in Ungarn gegen Alanna Murphy aus Irland, Hristina Athanasopoulou aus Griechenland und Chantelle Cameron aus England. Sie war zudem wieder Fixstarterin bei der Weltmeisterschaft 2010 in Barbados, wo sie ihre zweite WM-Goldmedaille erkämpfte. Nach Siegen gegen Alanna Murphy, Saida Tschasenowa aus Kasachstan und Klara Svensson aus Schweden, schlug sie im Finalkampf erneut Vera Slugina. Sie stieg somit als einzige türkische Medaillengewinnerin aus dieser WM aus und wurde zugleich die erste türkische Doppelweltmeisterin der Sportgeschichte.
Ihren letzten großen Erfolg erreichte sie bei der Europameisterschaft 2011 in den Niederlanden, als sie sich gegen die Rumänin Iulia Novacioiu, Hristina Athanasopoulou, die Französin Laetitia Chevalier und Natasha Jonas ins Finale vorkämpfte und dort die Armenierin Armine Sinabian bezwang. Sie wurde damit auch die erste türkische Boxerin, welche drei EM-Goldmedaillen gewinnen konnte.
Bei der Weltmeisterschaft 2012 in China verlor Tatar überraschend noch in der Vorrunde gegen die Inderin Sarita Laishram und verpasste damit die Qualifikation zur Teilnahme an den Olympischen Spielen 2012, bei denen erstmals Frauenboxen ausgetragen wurde. Bei der Europameisterschaft 2014 in Rumänien schied sie ebenfalls in der Vorrunde gegen Kinga Siwa mit 1:2 aus. Auch bei der Weltmeisterschaft 2014 in Südkorea scheiterte sie im zweiten Kampf an der Engländerin Sandy Ryan, nachdem sie zuvor noch die Spanierin Miriam Gutierrez besiegt hatte.
2016 nahm sie noch an der Europameisterschaft in Bulgarien teil, wo sie im Achtelfinale Schahla Allachwerdiewa aus Aserbaidschan besiegte, aber im Viertelfinale erneut gegen Kinga Siwa ausschied. Bei der europäischen Olympiaqualifikation 2016 in der Türkei unterlag sie im ersten Kampf gegen Jana Alexejewna aus Aserbaidschan.

## Profikarriere
Gülsüm Tatar ist die erste Boxerin, welche ihre Profikarriere in der Türkei begann. Ihr Debüt gewann sie am 23. Dezember 2017 in Istanbul gegen die Ukrainerin Switlana Waskewjitsch.